# Велика Гата
Велика Гата је насељено мјесто у Босни и Херцеговини у општини Бихаћ које административно припада Федерацији Босне и Херцеговине. Према попису становништва из 1991. у насељу је живјело 1.382 становника.

## Становништво
| Националност       | 1991.          | 1981.          | 1971.          |
| Муслимани          | 1.314 (95,07%) | 1.251 (89,80%) | 1.169 (97,57%) |
| Срби               | 58 (4,19%)     | 78 (5,59%)     | 21 (1,75%)     |
| Хрвати             | 2 (0,14%)      | 1 (0,07%)      | 3 (0,25%)      |
| Југословени        | 5 (0,36%)      | 54 (3,87%)     | 5 (0,41%)      |
| остали и непознато | 3 (0,21%)      | 9 (0,64%)      | 0              |
| Укупно             | 1.382          | 1.393          | 1.198          |